# Bengaluru–Chennai Expressway
Der Bengaluru-Chennai Expressway ist eine geplante Schnellstraße in Indien, welche die Städte Bengaluru und Chennai miteinander verbinden soll.
Die Autobahn wird die Fahrzeit zwischen den beiden Städten von sechs auf vier Stunden herabsetzen. Der Bau des Bengaluru-Chennai Expressways wurde 2011 beschlossen. Der Baustart war für September oder Oktober 2019 vorgesehen, doch es gab Verzögerungen während der Ausschreibung der Aufträge.
Die 262 km lange Straße beginnt in Hoskote im Bundesstaat Karnataka, führt durch Andhra Pradesh und endet in Tamil Nadu in Sriperumbudur, wo sie an die Outer Ring Road angeschlossen wird. Die Autobahn ist achtspurig und benötigt 2600 Hektar Land. Die Baukosten inklusive Landerwerb und Entschädigungen werden auf 18.000 Crore Rupien (ca. 2,2 Mio. Euro, Stand 2020) geschätzt.